# Aeropuerto de Chesterfield Inlet
El Aeropuerto de Chesterfield Inlet (del inglés: Chesterfield Inlet Airport) (IATA: YCS, OACI: CYCS) está ubicado en Chesterfield Inlet, Nunavut, Canadá y es operado por el gobierno de Nunavut.

## Aerolíneas y destinos
- Calm Air
  - Winnipeg / Aeropuerto Internacional de Winnipeg-Armstrong
- Kivalliq Air
  - Winnipeg / Aeropuerto Internacional de Winnipeg-Armstrong